# Кэдел Эванс Грейт Оушен Роуд Вумен
Кэдел Эванс Грейт Оушен Роуд (англ. Cadel Evans Great Ocean Road Race Women) — шоссейная однодневная велогонка, проходящая по территории Австралии с 2015 года. Является женской версией мужской гонки Кэдел Эванс Грейт Оушен Роуд.

## История
Гонка была создана в 2015 году одновременно с мужской версией которая была запланирована как прощальная гонка Кэдела Эванса, единственного австралийца выигравшего чемпионат мира (2009) и/или Тур де Франс (2011).
Дебютная гонка прошла в рамках национального календаря.  В 2016 году повысила свой статус и стала проводиться в рамках Женского мирового шоссейного календаря UCI. В 2020 году вошла в календарь Женского мирового тура UCI.
В 2021 и 2022 году была отменена из-за пандемии COVID-19. Отчасти это произошло из-за связанных с пандемией проблем с логистикой, строгих карантинных требований и пограничными ограничениями.
Хотя гонка и однодневная, на ней присутствует горная, спринтерская, молодёжная и командная классификации.

## Маршрут

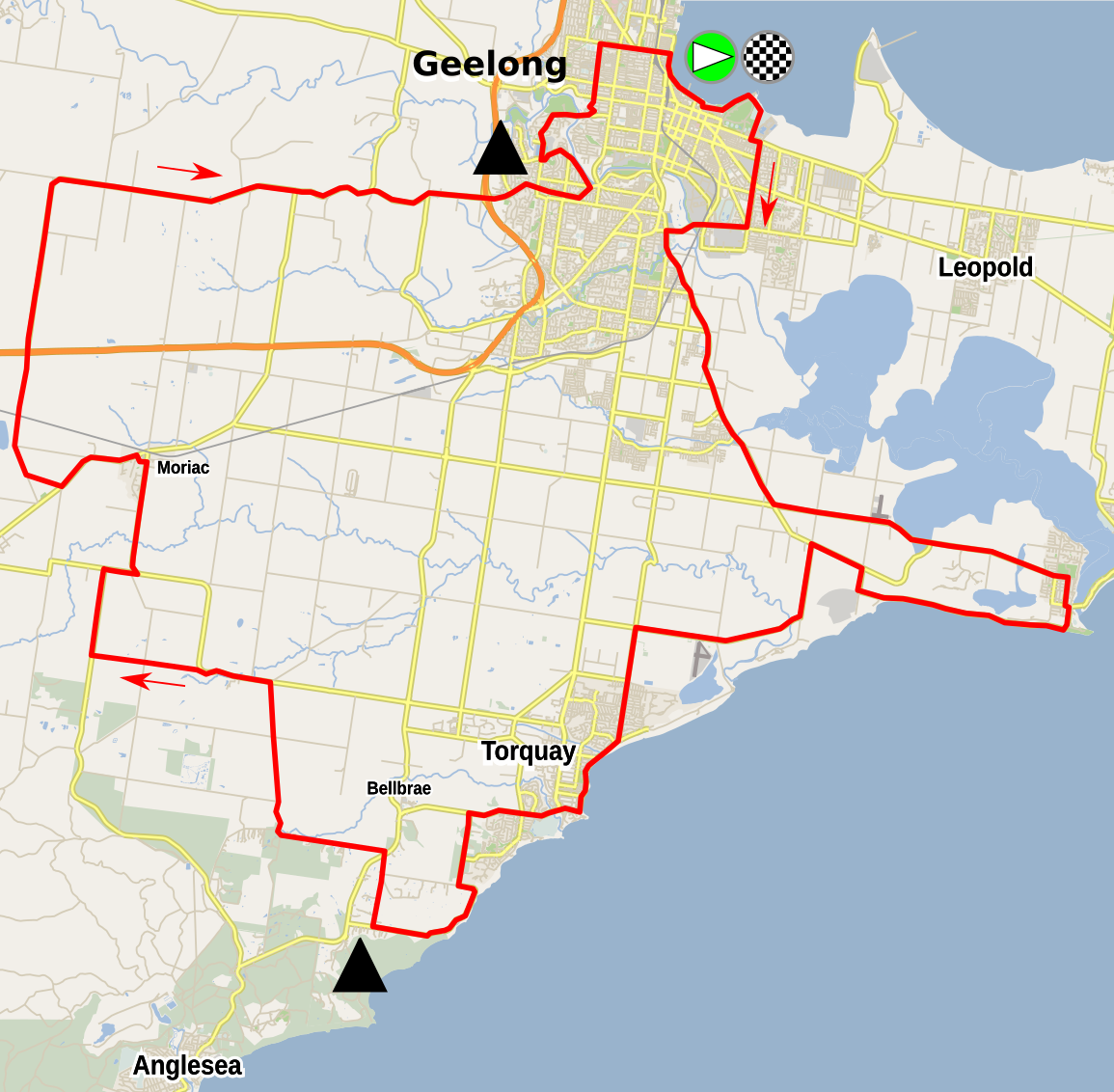
Маршрут 2020 года

Маршрут гонки был разработан при участие бывшего профессионального велогонщика Скотта Сандерленда. Старт располагается в городе Джилонг (штат Виктория), где проходил чемпионат мира 2010 года. Далее дистанция проходит через родной город Эванса Барвон-Хедс на полуострове Белларин, мимо знаменитого пляжа для серфинга Беллс-Бич в графстве Серф-Кост и продолжается по Великой океанской дороге. Затем маршрут поворачивает вглубь суши и направляется по холмистой местности обратно в Джилонг, где на набережной располагается финиш. Протяжённость дистанции составляет в районе 120 км.

## Призёры
| Год  | Победитель         | Второй               | Третий                |          |
| ---- | ------------------ | -------------------- | --------------------- | -------- |
| 2015 | Рэйчел Нейлан      | Валентина Скандолара | Тесса Фабри           |          |
| 2016 | Аманда Спратт      | Рэйчел Нейлан        | Даниель Кинг          |          |
| 2017 | Аннемик ван Влётен | Рут Уиндер           | Маюко Хагивара        |          |
| 2018 | Хлоя Хоскинг       | Грейси Элвин         | Джорджа Бронцини      |          |
| 2019 | Арленис Сьерра     | Люси Кеннеди         | Аманда Спратт         |          |
| 2020 | Лиана Липперт      | Арленис Сьерра       | Аманда Спратт         |          |
| 2021 | отменено           | отменено             | отменено              | отменено |
| 2022 | отменено           | отменено             | отменено              | отменено |
| 2023 | Лоэс Адегест       | Аманда Спратт        | Нина Байсман          |          |
| 2024 | Розита Рейнхаут    | Доминика Влодарчик   | Сесилие Уттруп Лудвиг |          |
| 2025 | Элли Уолластон     | Карлейн Свинкелс     | Ноэми Рюэгг           |          |